# Arrondissement de Pamiers
L'arrondissement de Pamiers (en occitan l’arrondiment de Pàmias) est une division administrative française, située dans le département de l'Ariège et la région Occitanie.

## Composition
Liste des cantons de l'arrondissement de Pamiers :
- canton de Mirepoix (35 communes) ;
- canton de Pamiers-1 (11 communes + fraction de Pamiers) ;
- canton de Pamiers-2 (7 communes + fraction de Pamiers) ;
- canton du Pays d'Olmes (21 communes) ;
- canton des Portes d'Ariège (16 communes).

Par arrêté préfectoral du 29 décembre 2016, les arrondissements de l'Ariège ont été redécoupés au 1er janvier 2017.

### Découpage communal depuis 2015
Depuis 2015, le nombre de communes des arrondissements varie chaque année soit du fait du redécoupage cantonal de 2014 qui a conduit à l'ajustement de périmètres de certains arrondissements, soit à la suite de la création de communes nouvelles. Le nombre de communes de l'arrondissement de Pamiers est ainsi de 115 en 2015, 115 en 2016 et 91 en 2017.
Au 1er janvier 2024, l'arrondissement groupe les 91 communes suivantes :
1. Aigues-Vives
2. L'Aiguillon
3. Arvigna
4. La Bastide-de-Bousignac
5. La Bastide-de-Lordat
6. La Bastide-sur-l'Hers
7. Bélesta
8. Belloc
9. Benagues
10. Bénaix
11. Besset
12. Bézac
13. Bonnac
14. Brie
15. Camon
16. Canté
17. Carla-de-Roquefort
18. Le Carlaret
19. Cazals-des-Baylès
20. Coutens
21. Dreuilhe
22. Dun
23. Esclagne
24. Escosse
25. Esplas
26. Fougax-et-Barrineuf
27. Freychenet
28. Gaudiès
29. Ilhat
30. Les Issards
31. Justiniac
32. Labatut
33. Lagarde
34. Lapenne
35. Laroque-d'Olmes
36. Lavelanet
37. Léran
38. Lescousse
39. Lesparrou
40. Leychert
41. Lieurac
42. Limbrassac
43. Lissac
44. Ludiès
45. Madière
46. Malegoude
47. Manses
48. Mazères
49. Mirepoix
50. Montaut
51. Montbel
52. Montferrier
53. Montségur
54. Moulin-Neuf
55. Nalzen
56. Pamiers
57. Péreille
58. Le Peyrat
59. Pradettes
60. Les Pujols
61. Raissac
62. Régat
63. Rieucros
64. Roquefixade
65. Roquefort-les-Cascades
66. Roumengoux
67. Saint-Amadou
68. Saint-Félix-de-Tournegat
69. Sainte-Foi
70. Saint-Jean-d'Aigues-Vives
71. Saint-Jean-du-Falga
72. Saint-Julien-de-Gras-Capou
73. Saint-Martin-d'Oydes
74. Saint-Michel
75. Saint-Quentin-la-Tour
76. Saint-Quirc
77. Saint-Victor-Rouzaud
78. Sautel
79. Saverdun
80. Tabre
81. Teilhet
82. La Tour-du-Crieu
83. Tourtrol
84. Trémoulet
85. Troye-d'Ariège
86. Unzent
87. Vals
88. Le Vernet
89. Villeneuve-d'Olmes
90. Villeneuve-du-Paréage
91. Viviès

## Démographie
En 2022, l'arrondissement comptait 66 000 habitants.
| 1968   | 1975   | 1982   | 1990   | 1999   | 2006   | 2011   | 2016   | 2021   |
| ------ | ------ | ------ | ------ | ------ | ------ | ------ | ------ | ------ |
| 55 752 | 55 699 | 55 905 | 58 442 | 61 058 | 67 279 | 72 361 | 64 938 | 65 785 |

| 2022   | - | - | - | - | - | - | - | - |
| ------ | - | - | - | - | - | - | - | - |
| 66 000 | - | - | - | - | - | - | - | - |

## Administration
| Période           | Période           | Identité               | Fonction précédente                                   | Observation                                              |
| ----------------- | ----------------- | ---------------------- | ----------------------------------------------------- | -------------------------------------------------------- |
| 31 juillet 2018   | 3 juillet 2020    | Agnès Bonjean          |                                                       | Nommée directrice de cabinet du préfet du Cher           |
| 16 septembre 2020 | 4 juillet 2022    | Stéphanie Lefort       | Inspectrice régionale des douanes et droits indirects | Nommée sous-préfète de Vire                              |
| 4 juillet 2022    | 21 septembre 2024 | Jean-Baptiste Morinaud |                                                       | Nommé secrétaire général adjoint de la préfecture du Var |
| 22 novembre 2024  | En cours          | Emilie Barromes        |                                                       |                                                          |